# Dallas Liu
Dallas Liu (Los Angeles, 21 agosto 2001) è un attore statunitense. Ha fatto il suo debutto come attore nel ruolo del giovane Jin Kazama in Tekken. Ha continuato ad apparire nella serie televisiva PEN15 nel ruolo di Shuji Ishii-Peters e nel ruolo di Carter in Legendary Dudas. Interpreta il principe Zuko nella serie Netflix Avatar - La leggenda di Aang, il remake live-action dell'omonima serie animata.

## Biografia
Liu è cresciuto nella Valle di San Gabriel, in California. Liu pratica lo Shotokan giapponese e ha gareggiato nella North American Sport Karate Association. Ha iniziato a praticare arti marziali all'età di 5 anni e ha smesso di competere a livello internazionale all'età di 13 anni.

## Carriera
Liu ha fatto il suo debutto cinematografico nel ruolo del giovane Jin Kazama in Tekken. È stato indirizzato all'audizione da uno dei suoi insegnanti di arti marziali. Il manager di Liu lo ha inizialmente trovato attraverso i video di karate caricati su YouTube. Ha avuto un ruolo ricorrente come Carter in Legendary Dudas di Nickelodeon.
Liu ha interpretato il fratello di Maya Erskine, Shuji, nella dramedy di Hulu PEN15. 
Liu ha interpretato Taylor King nella serie drammatica per giovani adulti di Snapchat, Players. Liu è poi apparso nel film del MCU del 2021, Shang-Chi e la leggenda dei Dieci Anelli. Ha interpretato Ruihua, il fratello minore di Katy interpretata da Awkwafina.
Il 26 settembre 2020, Liu ha fatto una lettura virtuale di Seven Minutes in Heaven per il 10º anniversario dell'opera.
Il 12 agosto 2021, Netflix ha rivelato che Liu è stato scelto per il ruolo di Zuko nel loro adattamento televisivo live action di Avatar - La leggenda di Aang.

### Vita privata
Liu è di origine cinese indonesiana. La parte materna della famiglia è originaria di Jakarta, in Indonesia.

## Filmografia

### Cinema
- Tekken, regia di Dwight H. Little (2009)
- Underdog Kids, regia di Phillip Rhee (2015)
- Ella, (2017) - cortometraggio
- Shang-Chi e la leggenda dei Dieci Anelli, regia di Destin Daniel Cretton (2021)
- The Slumber Party, regia di Veronica Rodriguez (2023)[10]

### Televisione
- Mortal Kombat: Legacy - serie TV (2013)
- Enormous - serie TV (2014)
- Bones - serie TV (2014)
- Gortimer Gibbon's Life on Normal Street - serie TV  (2015)
- CSI: Cyber - serie TV (2016)
- Legendary Dudas - serie TV (2016)
- The Who Was? Show - serie TV (2018)
- PEN15 - serie TV (2019–2021)
- No Good Nick - serie TV (2019)
- Players - serie TV (2020)
- Avatar - La leggenda di Aang - serie TV (2024)

## Doppiatori italiani
Nelle versioni in italiano nelle opere in cui ha recitato, Dallas Liu è stato doppiato da:
- Mattia Fabiano in CSI: Cyber
- Lorenzo D'Agata in Shang-Chi e la leggenda dei Dieci Anelli
- Manuel Meli in Avatar - La leggenda di Aang